# Gradiva (film 1970)
Gradiva è un film italiano del 1970, diretto da Giorgio Albertazzi e tratto dall'omonimo racconto di Wilhelm Jensen.

## Trama
Un giovane archeologo è affascinato da una statua di donna. Mentre lavora a Pompei, conosce una donna che rassomiglia alla statua.